# Black Barbies
«Black Barbies»  —en español: ‘Barbies negras’— es una canción interpretada por la rapera trinitense, Nicki Minaj y el productor estadounidense Mike Will Made It. Fue lanzado originalmente como un remix de la canción «Black Beatles», interpretada por Rae Sremmurd y Gucci Mane. Una versión inédita fue lanzada inicialmente en SoundCloud el 15 de noviembre de 2016. Más tarde, el 30 de noviembre de 2016 «Black Barbies» fue lanzada en una versión mezclada de manera oficial como sencillo oficial tanto de la rapera como del productor.
El editor de Rolling Stone, Rob Sheffield, clasificó al sencillo en el puesto 49, de su lista de las 50 mejores canciones del año.

## Posicionamiento en listas

### Semanales
| País           | Lista                          | Mejor posición |         |
| 2016–17        | 2016–17                        | 2016–17        | 2016–17 |
| -------------- | ------------------------------ | -------------- | ------- |
| Australia      | ARIA Singles Chart             | 47             |         |
| Australia      | ARIA Urban Singles Chart       | 8              |         |
| Australia      | ARIA Digital Tracks Chart      | 24             |         |
| Canadá         | Canadian Hot 100               | 78             |         |
| Canadá         | Canadian Digital Songs         | 22             |         |
| Escocia        | Scottish Singles Chart Top 100 | 22             |         |
| Estados Unidos | Hot Digital Songs              | 27             |         |
| Estados Unidos | Billboard Hot 100              | 65             |         |
| Estados Unidos | Hot R&B/Hip-Hop Songs          | 30             |         |
| Estados Unidos | Hot R&B/Hip-Hop Digital Songs  | 10             |         |
| Estados Unidos | Hot Rap Songs                  | 20             |         |
| Nueva Zelanda  | NZ Heatseeker Songs            | 1              |         |
| Reino Unido    | UK R&B Singles Chart           | 25             |         |